# Ricky Donnell Ross
Pour les articles homonymes, voir Ross.
 (avril 2025).
Si vous disposez d'ouvrages ou d'articles de référence ou si vous connaissez des sites web de qualité traitant du thème abordé ici, merci de compléter l'article en donnant les références utiles à sa vérifiabilité et en les liant à la section « Notes et références ».
Ricky Donnell Ross, né le 26 janvier 1960, également connu sous le nom « Freeway » ou Ricky Ross, est un trafiquant de drogue américain, connu pour « l'empire de la drogue » qu'il a présidé à Los Angeles dans le début des années 1980. Le surnom de « Freeway » vient du fait qu'il a commencé à dealer le long de l'autoroute Harbor. Ross se vantait de pouvoir gagner « trois millions de dollars en un jour » à l'apogée de son organisation.

## Biographie

### Condamnations
En 1996, Ross est condamné à la réclusion à perpétuité pour avoir tenté de racheter 100 kg de cocaïne à un agent fédéral. Plus tard cette année-là, une série d'articles du journaliste Gary Webb dans le San Jose Mercury News a révélé un lien entre l'une des sources de cocaïne de Ross, Danilo Blandón, et la CIA dans le cadre de l'affaire Iran-Contra. 
En 1998, l'affaire de Ross a été portée devant une cour d'appel fédérale qui a jugé que la loi des trois délits avait été appliquée de manière erronée et a ordonné qu'il soit à nouveau condamné, sa peine a été réduite à 20 ans ; . 
Il a été libéré de l'établissement correctionnel fédéral de Texarkana le 29 septembre 2009. 